# 알브레히트 폰 론 백작
알브레히트 테오도어 에밀 폰 론 백작(독일어: Albrecht Theodor Emil Graf von Roon, 1803년 4월 30일 ~ 1879년 2월 23일)은 프로이센과 독일 제국의 군인, 정치가이다. 대대로 플랑드르 출신으로서 프로이센 콜베르크에서 태어났는데 아버지는 프로이센군의 군인이었으나 나폴레옹 전쟁 도중 전사하였다. 1816년부터 프로이센 육군유년사관학교에서 군사 교육을 받기 시작하여 1824년에는 베를린의 프로이센 육군대학에 재학하여 2년 뒤에 졸업하였다. 이어 육군유년사관학교 교관으로 부임하고 1835년에는 대위로 진급, 프로이센 참모본부에 배속되어 프로이센 육군대학 강사로도 일하였다.
1848년에는 제8군단 참모장이 되었고, 같은 해에 독일에서 혁명이 발발하자 빌헬름 왕자와 함께 군단을 이끌었다. 1856년에는 소장, 1859년에는 중장으로 진급하여 이때부터 프로이센의 육군장관으로 재임하였다. 론은 프로이센의 예비군 제도인 란트베어(Landwehr) 제도가 오히려 양질의 군대를 만드는 데에 장애가 된다고 느끼자, 예비군을 줄이고 정규군을 늘이는 육군 개혁안을 만들었다. 그러나 당시 의회에서는 론의 이러한 행위를 맹비난하였으나 당시 수상인 오토 폰 비스마르크는 그를 두둔하였다. 1864년, 슐렌스비히와의 전쟁에서 프리드리히 왕세자와 함께 군을 이끌며 승전을 이끌어내자, 독일 내에서의 비판적인 여론이 우호적으로 바뀌었고 1866년 프로이센-오스트리아 전쟁 발발 직후에는 대장으로 진급하였다.
1871년 자작으로 봉해졌으며 1873년 1월에는 대장에서 원수로 진급함과 동시에 독일제국 제국수상으로 자리를 옮긴 비스마르크 대신 프로이센의 수상이 되었으나 열 달 뒤, 병으로 사임하였다. 1879년 2월 23일, 75세를 일기로 베를린에서 사망하였다.
| 전임 오토 폰 비스마르크 | 제11대 프로이센 왕국 총리대신 1873년 1월 1일 ~ 1873년 11월 9일 | 후임 오토 폰 비스마르크 |